# Shahrestān di Izeh
Lo shahrestān di Izeh (farsi شهرستان ایذه) è uno dei 26 shahrestān del Khūzestān, in Iran. Il capoluogo è Izeh. Lo shahrestān è suddiviso in 2 circoscrizioni (bakhsh):
- Centrale (بخش مرکزی)
- Dehdez (بخش دهدز)